# Argentagrion silviae
Argentagrion silviae – gatunek ważki z rodziny łątkowatych (Coenagrionidae). Występuje w Ameryce Południowej; stwierdzony w Paragwaju i południowej Brazylii.